# Sholeh Borān
Sholeh Borān (persiska: شله بران, Shīlīleh, Sholehborān, شيليلِه) är en ort i Iran.   Den ligger i provinsen Östazarbaijan, i den nordvästra delen av landet, 500 km nordväst om huvudstaden Teheran. Sholeh Borān ligger 1 368 meter över havet och antalet invånare är 583.
Terrängen runt Sholeh Borān är lite kuperad.Runt Sholeh Borān är det ganska glesbefolkat, med 27 invånare per kvadratkilometer. Närmaste större samhälle är Ahar, 2,8 km väster om Sholeh Borān. Trakten runt Sholeh Borān består i huvudsak av gräsmarker.